# All for a Husband
All for a Husband è un film muto del 1917 diretto da Carl Harbaugh. Il regista firma anche la sceneggiatura che si basa su The Beautiful Lunatic, romanzo di George Scarborough.

## Trama
Celeste Hardin vorrebbe far sposare suo fratello Henry alla sua compagna di università, Henrietta Downs. Henry, candidato a sindaco ma anche fiero misogino, rifiuta i consigli della sorella che, allora, in combutta con Henrietta, gioca uno scherzo al fratello. Henrietta si farà passare per una matta scappata dal manicomio, tale Myra Haynes. Ma la vera Myra, che lo ha visto a una manifestazione politica, si convince che Henry sia una sua vecchia fiamma, un vecchio innamorato di cui lei aveva perso le tracce. Così, lo segue fino a casa, dove insiste per fargli la barba.

## Produzione
Il film fu prodotto dalla Fox Film Corporation.

## Distribuzione
Il copyright del film, richiesto da William Fox, fu registrato il 18 novembre 1917 con il numero LP11724. Lo stesso giorno, il film uscì nelle sale cinematografiche statunitensi distribuito dalla Fox Film Corporation.
Non si conoscono copie ancora esistenti della pellicola che viene considerata presumibilmente perduta.